# Kmehr
Kmehr (uitspraak: kméér) of Kind messages for electronic healthcare record is een voorgestelde Belgische standaard voor medische gegevens, om de uitwisseling van gestructureerde klinische informatie mogelijk te maken. Deze is opgesteld door het Belgische federale Ministerie van Volksgezondheid en tot stand gekomen in samenwerking met de Belgische industrie.
Het initiatief leidde tot de specificatie van ongeveer 20 specifieke XML-berichten (de 'Kind Messages for Electronic Healthcare Records' - Belgische Implementatie Standaard oftewel KMEHR-bis).

## Structuur
De Kmehrstandaard bestaat uit de volgende onderdelen:
- Een XML-berichtformaat, gedefinieerd door het Kmehr-XML-schema
- Een verzameling van referentietabellen

### Berichtenstructuur
Een Kmehr-XML-bericht is samengesteld uit twee componenten: een hoofding ("header") en minstens één "folder". De hoofding van het bericht beschrijft de afzender, de ontvanger(s) en enkele technische statussen.
De folder zelf bevat de informatie over een patiënt, terwijl elke folder de subject of care (patiënt) identificeert en minstens één medische transactie bevat.
Het medisch transactie-item bevat de informatie aangebracht door een professionele gezondheidswerker op een bepaald ogenblik. Zijn attributen zijn type, auteur, datum en tijd.

### Codering
De Kmehr-bis-standaard bevat een set van woordenboeken, die de transactietypes, heading-types, item-types, beveiligingsniveaus en administratieve routes beschrijven.

## Koppelingen
De Kmehr-bis-standaard ondersteunt koppelingen zowel naar interne als externe objecten, bijvoorbeeld een beeld of een ander Kmehr-bericht.

### Services
De Kmehr-bis-specificatie werd uitgebreid met webservices, gebaseerd op SOAP die vraag- en antwoordelementen definiëren om standaard webservices aan te bieden.

## Bron
- Kmehr-Bis: Kind messages for electronic healthcare record, Belgian implementation standard
- Advice nr 4 of the Telematics Commission
- Ontology-Based Integration of Medical Coding Systems and Electronic Patient Records